# Église de la Sainte-Croix d'Alep
Pour les articles homonymes, voir Église de la Sainte-Croix.
L'église de la Sainte-Croix (arménien:Սուրբ Խաչ ; Sourp khach, arabe : كنيسة الصليب المقدس)  est une église catholique arménienne située à Alep dans le nord de la Syrie. Elle se trouve dans le quartier d'Ouroubeh près d'Aziziyeh.
L'église a été consacrée le 24 avril 1993. Elle a été édifiée d'après les plans de l'architecte arménien d'Alep Sarkis Balmanougian.
Le Père Nerses Zabbarian est le curé de la paroisse de la Sainte-Croix depuis 2010.

## Référence
1. ↑  (en) « Armenian Catholic Eparchy of Aleppo »